# Goole Shipbuilding and Repairing Company
Die Goole Shipbuilding and Repairing Company war eine Schiffswerft in der britischen Hafenstadt Goole/Yorkshire. Bekannt wurde die Werft vor allem durch den Bau von Küstenfrachtern, Schleppern und Trawlern für die Fischereiflotten aus Hull und Grimsby.

## Geschichte

### Anfangs- und Krisenjahre
Das Unternehmen wurde 1901 am Dutch River durch die Familie Craggs gegründet und begann mit der Fertigung von schaufelradgetriebenen Minensuchdampfern für die britische Admiralität. 1917 zog das Unternehmen nach einem Feuer auf der Werft an einen größeren Bauplatz am Fluss Ouse.
Im Laufe der 1920er Jahre wuchs die Größe der gebauten Schiffe, die für in- und ausländische Reedereien erstellt wurden. 1927 wurde aufgrund der weltweiten Rezession eine finanzielle Restrukturierung des Unternehmens nötig, woraufhin in den 1930er Jahren nahezu ausschließlich Reparaturarbeiten ausgeführt wurden, da die Weltwirtschaftskrise keine einträgliche Bautätigkeit zuließ. Die Craggs Familie nutzte diese Jahre, um 1934 zwei weitere Werften, darunter die Nachfolgegesellschaft der Clelands Shipbuilding Company zu übernehmen. Neben dem wiederauflebenden Schiffbau von Küstenschiffen, Bargen, Fischerei- und Militärfahrzeugen baute man in Goole's auch die Yacht Bluebird für Sir Malcolm Campbell.

### Zweiter Weltkrieg
Außer 26 Küstenfrachter und 12 Küstentanker umfasste die Bauliste der Werft in den Jahren des Zweiten Weltkriegs eine Reihe verschiedener Schiffstypen, darunter Minensuch-Trawler, Netzleger, Bergungsfahrzeuge, Schlepper, Doppelschrauben-Bereitschafts- und Wasserboote und vier Clyde Puffer des Typs "VIC". Auch stellte die Werft einige weitere Küstenfrachter ihres Orderbuchs für zivile Kunden fertig. Darüber hinaus führte die Goole Shipbuilding and Repairing Company während der Kriegsjahre eine große Anzahl an Reparaturen bestehender Fahrzeuge durch.

### Nachkriegsjahre
In den 1950er Jahren fuhr die Werft in der Hauptsache mit dem Bau von Küstenfrachtern und -tankern fort. Wichtigster Kunde der Werft war hier die Everard Company. Des Weiteren stellte Goole Shipbuilding and Repairing Serien dieser Küstenfahrzeuge für Reedereien aus aller Welt her. Auch Trawler, Colliers, Minensucher und kleinere Motorschiffe aller Art verließen die Helgen der Werft.
Im Laufe der 1960er Jahre spezialisierte sich die Werft mehr und mehr auf den Bau von Hecktrawlern. 1967 veräußerte die Craggs Familie die Goole und Clelands Werften an Swan Hunter, die beide in ihre Kleinschiffbausparte eingliederte. Die Werft in Goole erhielt von Swan Hunter für den Bau von größeren Tankern, Hecktrawlern, Saugbagger und Küstenfrachter.

### British Shipbuilders und Ende der Werft
Im Juli 1977 wurden die Werft als Teil von Swan Hunter in die British Shipbuilders Corporation eingegliedert. Auch in der Folgezeit blieb Everard ein Hauptkunde für den Bau von Küstenmotorschiffe.
Nachdem der Name des Unternehmens im Jahr 1982 in Goole Shipbuilders geändert worden war, fuhr die Werft bis zur Schließung am 27. April 1984 mit dem Bau von Kümos, Bohrinselversorgern und Küstentankern fort. Die Werft wurde 1984 von Cochrane and Company für den Bau weiterer vier Schiffe wiederbelebt, schloss aber nach der Fertigstellung des letzten Schiffes im Jahr 1987 erneut. Danach wurde die ehemalige Werft nur noch zum Schiffsabbruch verwendet.